# Aérospatiale AS.30L
AS.30 och AS.30L är franska attackrobotar utvecklade av Aérospatiale. Den ursprungliga AS.30 är fjärrstyrd medan den modernare AS.30L är laserstyrd.

## Historia
AS.30 var en vidareutveckling och uppförstoring av tidigare robotar från Nord Aviation. Målet var att konstruera en robot med dubbelt så lång räckvidd och med betydligt kraftigare sprängladdning. Det visade sig snart att det var svårt att träffa ett litet mål med fjärrstyrda attackrobotar. Därför introducerades 1964 det förbättrade TCA-siktet där piloten bara behövde hålla målet i siktet, en sensor under flygplanet följde robotens raketflamma och skickade automatiskt styrsignaler till roboten.
År 1974 påbörjade Aérospatiale ett samarbete med Thomson för att utveckla ett bättre styrsystem. Thomson använde teknik licensierad av Martin Marietta för att utveckla lasersystemet Atlis (Automatic tracking laser illumination system) och målsökaren Ariel. Det första provskjutningarna ägde rum 1977 och 1980 började Aérospatiale nytillverka AS.30-robotar med Ariel-målsökare med beteckningen AS.30L.
AS.30L användes av Jaguar-flygplan från Frankrikes flygvapen under både Kuwaitkriget och Operation Deliberate Force.